# Microporella serrata
Microporella serrata är en mossdjursart som beskrevs av Shunsuke F. Mawatari och Masayoshi Suwa 1998. Microporella serrata ingår i släktet Microporella och familjen Microporellidae. Inga underarter finns listade i Catalogue of Life.